# Cserebogár, sárga cserebogár
A Cserebogár, sárga cserebogár népies műdal. A szöveg kéziratos formában az 1777-es keltezésű Kovács Ferenc énekeskönyvből került elő. Vándorszínész-társulatok, különösen Déryné Széppataki Róza révén vált ismertté 1815 táján. Szerepelt Szerdahelyi József: Tündérkastély című színművében 1833-ban. Azóta számos szöveg- és dallamváltozata ismert. Az MTA Zenetudományi Intézet Népzenei Típusrendjében a Cserebogár-nóta dallama majdnem 100 népi változatban található, nem számítva ebbe bele a 19. századi kottás adatokat.
A XIX. században minden számottevő cigánybanda műsorán szerepelt. Népszerűsége a XX. századra is átnyúlt. Petőfi Sándor 1848-ban írt Szülőföldemen c. versének refrénje, de számos más irodalmi mű is hivatkozik rá: pl. Szigligeti, Jókai, Gárdonyi, Kosztolányi, Kaffka Margit. Számos feldolgozása van: Liszt: 6. magyar rapszódia, Mihályi Ignác: Cserebogár-ábránd, Erdélyi Mihály: Cserebogár, sárga, cserebogár (operett), Hubay Jenő: Csárdajelenetek, op. 34, no. 6 „Sárga cserebogár”.

## Szövege és dallama
A sok szöveg- és dallamvariáció egyike:
Nem kérdem én tőled, te kismadár,

derül-e még életemre több nyár.

Azt sem kérdem, sokáig élek-e,

csak azt mondd meg, rózsámé leszek-e.

## Felvételek
- Kalocsai Zsuzsa. YouTube
- Simándy József. YouTube
- Kalmár Magda. YouTube
- Talabér Erzsébet. YouTube
- Németh Marika. YouTube (0'0''–1'45'')
- Lugosi Tibor (tárogató). YouTube